# 長沢町 (田原市)
長沢町（ながさわちょう）は、愛知県田原市の地名。7つの小字が設置されている。

## 地理

### 字一覧
字名は以下の通りである。
- 稲葉（いなば）
- 馬道下（うまみちした）
- 大鹿（おおが）
- 中明（ちゅうめい）
- 長沢（ながさわ）
- 西山（にしやま）
- 東山（ひがしやま）

## 世帯数と人口
2015年（平成27年）10月1日現在の世帯数と人口は以下の通りである。
| 町丁   | 世帯数 | 人口  |
| ------ | ------ | ----- |
| 長沢町 | 38世帯 | 137人 |

### 人口の変遷
国勢調査による人口の推移
| 2005年（平成17年） | 157人 | [ 6 ] |  |
| 2010年（平成22年） | 144人 | [ 7 ] |  |
| 2015年（平成27年） | 137人 | [ 2 ] |  |

## 学区
市立小・中学校に通う場合、学区は以下の通りとなる。また、公立高等学校に通う場合の学区は以下の通りとなる。
| 番・番地等 | 小学校             | 中学校             | 高等学校 |
| ---------- | ------------------ | ------------------ | -------- |
| 全域       | 田原市立福江小学校 | 田原市立福江中学校 | 三河学区 |

## 交通
- 愛知県道420号和地福江港線

## 施設
- 長沢寺

## その他

### 日本郵便
- 郵便番号 : 441-3609[3]（集配局：渥美郵便局[10]）。